# Moosgraben (Donau)
Der Moosgraben (früher Spitalbach) ist ein gut fünf Kilometer langer Bach in Straubing und im Landkreis Straubing-Bogen in Niederbayern, der am Schöpfwerk Straubing von rechts in die Donau mündet.

## Verlauf
Der grobmäßstäbliche Verlauf erfolgt nach Osten, beginnend als begradigter Entwässerungsgraben in den intensiv landwirtschaftlich genutzten Flächen nördlich von Rinkam und südlich des Flughafens Wallmühle, also im Landkreis Straubing-Bogen. Nach etwa siebenhundert Metern wird das Gebiet von Straubing und damit auch das Landschaftsschutzgebiet Polder Straubing erreicht. Hier verlaufen weitere zwei Kilometer entlang von Wirtschaftswegen, bis die ersten Siedlungen an der Gartenstraße erreicht werden. Dieser Straße folgt der Moosgraben nun zwei Kilometer, immer noch im oder am Rand des Landschaftsschutzgebiets, bis zum Pulverturm. Hier endet das Landschaftsschutzgebiet und der Moosgraben verläuft durch eine kleine Parkanlagenun nördlich der Befestigungsanlagen der Altstadt bis zum Schöpfwerk am Donaudeich.

## Zuflüsse
- Kagerser Moosgraben (links)
- Kammerlohbach (links)
- Moosmühlbach (rechts)

## Sehenswürdigkeiten und Bauwerke
An der Mündung des Moosgrabens befindet sich das unter Denkmalschutz stehende Schöpfwerk Straubing in der Nähe des Herzogschlosses.